# Poligrafo di Jefferson

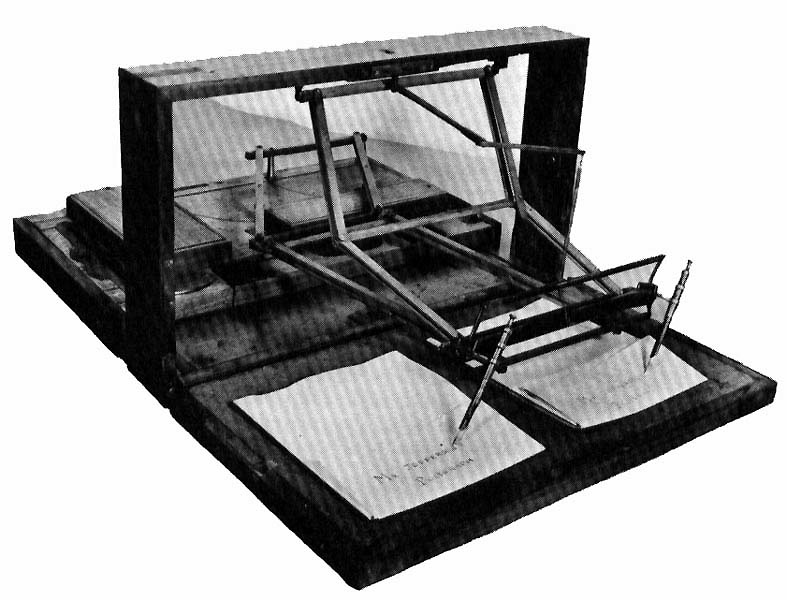
Il poligrafo di Jefferson

Il Poligrafo di Jefferson è un apparecchio meccanico che è stato utilizzato e nella tradizione popolare anche inventato dal presidente statunitense Thomas Jefferson per copiare le lettere.

## Caratteristiche
Il poligrafo permetteva di fare una copia di una lettera mentre questa veniva scritta. Nonostante l'apparecchio sia stato nominato in suo onore è abbastanza probabile che il poligrafo sia stato inventato in realtà dall'inventore John Isaac Hawkins e che Jefferson gli abbia solamente apportato alcune modifiche.
Nella sua prima versione il poligrafo era composto da due o più pennini collegati l'uno con l'altro tramite una serie di tiranti e di aste che seguivano grazie al loro dispositivo meccanico i movimenti della mano. Affinché l'apparecchio funzionasse era quindi necessario che uno dei pennini venisse mosso, esattamente come avveniva quando il poligrafo veniva utilizzato per scrivere una lettera.